# Alain Marquet
Alain Marquet (* 24. Juni 1942 in Eaubonne, Val-d’Oise) ist ein französischer Jazzmusiker (Klarinette, auch Bassklarinette und Tenorsaxophon) des Traditional Jazz.

## Leben und Wirken
Marquet spielte Mitte der 1960er-Jahre mit Irakli de Davrichewys New Orleans Ambassadors, mit denen 1965 erste Aufnahmen entstanden; in den folgenden Jahren auch mit den Jazz O'Maniacs & Albert Nicholas und der Formation Charquet and Co. (u. a. mit Jean-Pierre Morel und Daniel Huck), mit denen er u. a. im Pariser Club Caveau de la Montagne auftrat und auf dem International Traditional Jazz Festival Breda 1976 gastierte. In den 1980er-Jahren gehörte er Gilbert Leroux’ Washboard Group an; in den folgenden Jahrzehnten spielte er u. a. mit Jacques Gauthé, in Deutschland mit The Two Clarinet Stompers (Album Clarinet Joys 1992, mit Reimer von Essen, Agi Huppertsberg, Bernd K. Otto, Michael Daumling und Hans-Georg Klauer), ferner mit Le Petit Jazzband de Mr. Morel um Jean-Pierre Morel und in der Gruppe Paris Washboard mit Daniel Barda und Louis Mazetier bzw. Christian Azzi, mit der auch auf dem Internationalen Dixieland Festival Dresden und dem Connecticut Traditional Jazz Festival gastierte. Im Bereich des Jazz war er zwischen 1965 und 2014 an 142 Aufnahmesessions beteiligt, u. a. mit den Formationen The Dumoustier Stompers, Orpheon Celesta, Miss Lulu White's Red Hot Creole Jazzband sowie mit Poumi Arnaud/Christian Azzi, Stephane Seva & Swing Ondule, Louis Mazetier/François Rilhac und den Sidney Bechet Memory All Stars (u. a. mit Benny Vasseur, Totole Masselier). 1973 wurde er mit dem Prix Sidney Bechet ausgezeichnet.

## Diskographische Hinweise
- Louis Mazetier & Francois Rilhac With Alain Marquet: Echoes of Carolina (Stomp Off, 1989)
- Jacques Gauthé/Alain Marquet: Paris Blues (Stomp Off, 1990)
- Alain Marquet/Bent Persson Melody Boys with Neville Dickie: New Orleans Hop Scop Blues (Stomp Off, 1990)
- Alain Marquet Trio: Swing de Montmartre (Market, 2004), mit Patrick Diaz, Raphael Dever
- Johnny Dodds Connection, Vol. 3 (Memories, 2008), mit Jean-Claude „Lou“ Lauprete, Enzo Mucci, Sylvain Glevarec